# Franklin Gothic
Franklin Gothic est une police de caractères sans serif réaliste dessinée par Morris Fuller Benton en 1902 pour l’American Type Founders. Elle est complétée au fil des années en une famille de polices de caractères large et polyvalente.

## Utilisations
Dès le milieu du XXe siècle, la police jusque-là utilisée pour des journaux populaires, est imposée par Alexander Liberman dans le Vogue américain.
Elle fut aussi utilisée par La Cinq version Hachette puis dans l’habillage des chaînes du groupe France Télévisions du 7 septembre 1992 jusqu’au 7 janvier 2002[réf. nécessaire]. Ainsi France Télévisions a utilisé les versions Heavy (associée au Garamond Book Italic), Book et Demi. Actuellement, le groupe Radio France utilise les versions Book et Demi, condensée ou non, dans l’identité visuelle du groupe et ses supports numériques. Axa utilise actuellement les versions Heavy, Book et Demi dans sa charte graphique.
En France, la police est également utilisée sur les bandeaux dorsaux des gilets de la police judiciaire.[réf. nécessaire]